# Aloysio Janner
Aloysio G. M. Janner (Muralto, 24 maart 1928 – Malden 27 januari 2016) was een Zwitsers natuurkundige en van 1963 tot 1993 hoogleraar aan de Radboud Universiteit te Nijmegen

## Biografie
Janner volgde aanvankelijk in Locarno een opleiding tot leraar, behaalde in 1952 een diploma natuurkunde aan de ETH Zürich en doceerde vervolgens wiskunde, natuurkunde en natuurwetenschappen op twee middelbare scholen in Locarno. In 1957 keerde hij terug naar de ETH Zürich en werd promovendus onder Wolfgang Pauli, die kort daarna stierf.  Janner promoveerde in 1962 bij Armin Thellung (een student van Pauli) aan de Universiteit van Zürich op het proefschrift "The master equation for the interference term and the approach to equilibrium in quantum many-body systems". Tegelijkertijd deed hij onderzoek aan het Battelle Instituut in Genève, waar hij na het behalen van zijn doctoraat hoofd van de theoretische fysica-groep werd. Al in 1963 werd Janner benoemd tot hoogleraar theoretische natuurkunde aan de Katholieke Radboud Universiteit in Nijmegen. Deze positie behield hij tot aan emeritaat in 1993. Daarnaast vervulde hij diverse bestuursfuncties, onder andere als decaan van 1979-1981, en was hij begin jaren 1980 initiatiefnemer van de studierichting informatica.

## Werk
Vanaf de periode dat Janner werkzaam was in Genève raakte hij gefascineerd in relatie tussen de structuur en eigenschappen van materie. In Nijmegen kwam hij in aanraking met het onderzoek van de Delftse hoogleraar Pim de Wolff naar de kristalstructuur van soda. Hieruit ontwikkelde hij samen met zijn promovendus Ted Janssen het concept van "superruimte" binnen het vakgebied van de kristallografie. In 1981 werd de eerste complete lijst gepubliceerd van (3+1)-dimensionale superruimtengroepen. De theoretische beschrijving van Janner en Janssen omtrent de structuur van onvergelijkbare (incommersurabel) kristallen met behulp van hogere dimensionale superruimtengroepen omvatte ook de quasikristallen die in 1982 werden ontdekt door de Israëliër Daniel Shechtman, die hiervoor in 2011 de Nobelprijs voor Scheikunde ontving.
Voor dit werk werd hij samen met Janssen en De Wolff in 1998 onderscheiden met de Gregori Aminoffprijs van de Koninklijke Zweedse Academie voor Wetenschappen, alsmede de Ewaldprijs van de International Union of Crystallography (UICr).  Daarnaast kenden hem de universiteiten van Rennes (1992), Lausanne (1993) en Genève (1995) een eredoctoraat toe.